# Le Bersac
Le Bersac ist eine französische Gemeinde im Département Hautes-Alpes in der Region Provence-Alpes-Côte d’Azur. Sie gehört zum Kanton Serres im Arrondissement Gap. 

## Geographie
Im Südwesten wird die Gemeinde vom Fluss Buëch tangiert. Le Bersac grenzt im Norden und Osten an Savournon, im Süden an Garde-Colombe und Montrond, im Südwesten an Méreuil und im Westen an Serres.

## Bevölkerungsentwicklung
| Jahr      | 1962 | 1968 | 1975 | 1982 | 1990 | 1999 | 2006 | 2012 |
| --------- | ---- | ---- | ---- | ---- | ---- | ---- | ---- | ---- |
| Einwohner | 125  | 112  | 102  | 118  | 97   | 134  | 154  | 151  |

## Sehenswürdigkeiten
- Prähistorische Festung
- Privates Landwirtschaftsmuseum
- Kirche Saint-Laurent aus dem 19. Jahrhundert